# 吻細盲蛇
吻細盲蛇屬（學名：Rhinoleptus）是蛇亞目細盲蛇科下的一個單型屬，屬下只有吻細盲蛇（學名：R. koniagui）一個品種，主要分布在西非地區。吻細盲蛇是世界上體型最小的數種盲蛇之一，目前未有任何亞種被確認。

## 地理分布
吻細盲蛇主要分布於西非，包括塞內加爾及畿內亞。

## 備註
1. 1 2  McDiarmid RW、Campbell JA、Touré T：《Snake Species of the World: A Taxonomic and Geographic Reference, vol. 1》頁511，Herpetologists' League，1999年。ISBN 1-893777-00-6
2. ↑  . ITIS. 2007  [29 August, 2007].

## 外部連結
- （英文）TIGR爬蟲類資料庫：吻細盲蛇